# Aetideus pacificus
Aetideus pacificus är en kräftdjursart som beskrevs av Brodsky 1950. Aetideus pacificus ingår i släktet Aetideus och familjen Aetideidae. Inga underarter finns listade i Catalogue of Life.